# Neue Deutsche Welle
Neue Deutsche Welle (letterlijke vertaling: Nieuwe Duitse Golf), vaak afgekort als NDW, was een Duitse stroming in de popmuziek, die oorspronkelijk voortkwam uit de punk en new wave in 1976. De term 'Neue Deutsche Welle' werd voor het eerst gebruikt door journalist Alfred Hilsberg, in diens artikel over de beweging 'Neue Deutsche Welle - Aus grauer Städte Mauern', in 1979 gepubliceerd in het tijdschrift Sounds.
De belangrijkste centra van de NDW-beweging gedurende deze jaren waren Berlijn, Düsseldorf, Hamburg en Hannover en in mindere mate de regio Frankfurt/Wiesbaden/Mainz, Limburg an der Lahn en Wenen (Oostenrijk).
Na ongeveer 1980 kreeg de muziekindustrie de Neue Deutsche Welle in de gaten. Maar door de eigenzinnige natuur van de muziek werden niet zozeer de bestaande bands opgepikt en gepromoot, maar werden nieuwe mainstreambands opgezet. De vele eendagsvliegen en het breed gebruik van het NDW-label leidden ertoe, dat de originele artiesten zich afkeerden van de beweging. In 1982-1983 kwam het genre tot een einde.
In de eerste jaren na de eeuwwisseling is er een korte revival met de toenemende populariteit van Duitse bands zoals Wir sind Helden, Juli en Virgina Jetzt! die alle Duitstalig repertoire uitbrengen. Verschillende bands die als NDW zouden kunnen worden gelabeld verkopen goed.

## Berlin-Amsterdam
In 1982 presenteerde de zeer goed in de underground Musik-Szene van West-Berlijn ingevoerde entertainer Romy Haag de Neue Deutsche Welle in Nederland, met Neonbabies, Malaria!, White Russia en Einstürzende Neubauten tijdens een live-tv-uitzending vanuit Theater De Meervaart te Amsterdam, in het kader van het Holland Festival onder de titel Berlin-Amsterdam.

## Opmerkelijkste bands

### Underground
- DIN A Testbild
- Andreas Dorau
- Fehlfarben
- Deutsch-Amerikanische Freundschaft (DAF)
- Einstürzende Neubauten
- Xmal Deutschland
- Male
- Malaria!
- Neonbabies
- Der Plan
- Liaisons Dangereuses
- Die Tödliche Doris
- The Wirtschaftswunder
- S.Y.P.H.
- Grauzone
- Abwärts
- FSK
- Palais Schaumburg (band)
- Mittagspause
- Pyrolator
- Kosmonautentraum
- Kowalski
- Sprung aus den Wolken
- Die Zimmermänner
- Nichts
- Andy Giorbino
- White Russia
- Bärchen und die Milchbubis
- Andi Arroganti
- Kristi Kara

### Commercieel
- Andreas Dorau
- Deutsch-Österreichisches Feingefühl (DÖF)
- The Crackers
- Extrabreit
- Falco
- Felix de Luxe
- Frank Zander
- Fräulein Menke
- Ideal
- Ixi
- Geier Sturzflug
- Hubert Kah
- Jawoll
- Joachim Witt
- Markus
- Nena
- Neue Heimat
- Nickerbocker & Biene
- Nina Hagen
- Peter Schilling
- Relax
- Rheingold
- Rio Reiser
- Spider Murphy Gang
- Spliff
- Steinwolke
- Trio
- UKW
- United Balls